# Vagtler
Vagtler er en slægt af små hønsefugle, der er udbredt i både Afrika, Europa, Asien og Australien. Vagtler har en meget kort hale af bløde fjer, der er skjult bag de øvre overhaledækfjer. Vingerne er spidse.
Vagtlen æder fortrinsvis plantefrø, insekter og deres larver, som den finder på jorden ved at skrabe med fødder og næb.

## Arter
De seks arter i slægten Coturnix:
- Almindelig vagtel, Coturnix coturnix
- Japansk vagtel, C. japonica
- Regnvagtel, C. coromandelica
- Harlekinvagtel, C. delegorguei
- Sortbrystet vagtel, C. pectoralis
- Brun vagtel, C. ypsilophora

### Andre arter
Arterne kinesisk dværgvagtel (Excalfactoria chinensis) og afrikansk dværgvagtel (E. adansonii) har tidligere tilhørt slægten Coturnix. Newzealandsk vagtel (Coturnix novaezelandiae) blev udryddet i 1875.
Eksempler på andre nærtbeslægtede fuglearter:
- Madagaskarvagtel, Margaroperdix madagascarensis
- Rødnæbbet buskvagtel, Perdicula erythrorhyncha
- Sort skovvagtel, Melanoperdix niger